# إيديشة
إيديشة هي قرية في مقاطعة مياندوآب، إيران. يقدر عدد سكانها بـ 725 نسمة بحسب إحصاء 2016.